# Nordsjön (Idre socken, Dalarna)
Nordsjön är en sjö i Älvdalens kommun i Dalarna och ingår i Göta älvs huvudavrinningsområde. Sjöns area är 0,18 kvadratkilometer och den befinner sig 900 meter över havet.